# 曾友山
曾友山（1910年3月26日—1994年7月29日），男，福建莆田人，中国基督教圣公会主教，曾任中国基督教三自爱国运动委员会常务委员，中国基督教协会副会长，河南省基督教协会会长，第六、七届全国政协委员。